# Institute Football Club
El Institute Football Club es un club de fútbol de Irlanda del Norte, con sede en Derry, Condado de Londonderry. Fue fundado en 1905, y compite en la NIFL Championship, segunda categoría del fútbol norirlandés.

## Palmarés

### Torneos nacionales
- Segunda División (3): 2006-07, 2013-14, 2017-18
- Copa Intermedia (2): 2012-13, 2015-16
- Copa de la Liga Intermedia (2): 1996-97, 2006-07

### Torneos regionales
- North West Senior Cup (8): 1997-98, 2002-03, 2008-09, 2010-11, 2011-12, 2014-15, 2016-17, 2017-18
- North West Charity Cup (1): 1906-07
- Craig Memorial Cup (2): 1998-99, 2011-12